# Antonio Palomino

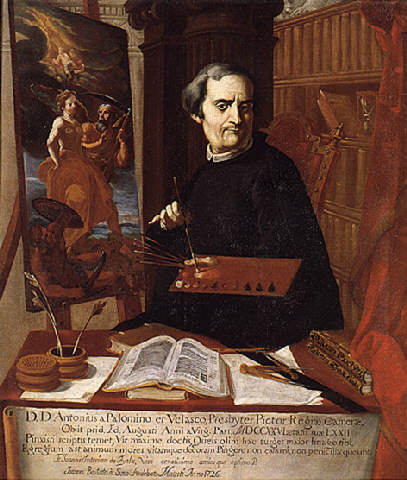
Antonio Palomino.

Acisclo Antonio Palomino de Castro y Velasco (* 1653 in Bujalance, Provinz Córdoba; † 13. April 1726 in Madrid) war ein spanischer Maler religiöser Barock-Bilder des ausgehenden Siglo de Oro, sowie Kunstschriftsteller.

## Leben
Palomino stammte aus einer wohlhabenden Familie, die nach Córdoba zog, als er zehn Jahre alt war. Dort studierte er später Theologie, Philosophie und Rechtswissenschaften. Zudem nahm er 1672  Malunterricht bei Juan de Valdés Leal und 1675 bei Juan de Alfaro y Gómez. Zunächst kopierte er Bilder des Malers Antonio del Castillo y Saavedra. 1678 wurde er als Subdiakon nach Madrid berufen und heiratete kurz darauf. Hier machte er die Bekanntschaft von Claudio Coello und Juan Carreño de Miranda und malte mehrere Fresken. 1688 wurde er königlicher Hofmaler Karls II. und wurde in seiner Arbeit stark durch Luca Giordano geprägt. Ab 1697 ging er für drei oder vier Jahre nach Valencia und malte mehrere Fresken, unter anderem in der Basilika der Heiligen Jungfrau der Hilflosen und der dortigen Iglesia de los Santos Juanes. Zwischen 1705 und 1715 malte er weitere Fresken in Salamanca, Granada und Córdoba, danach in Madrid. Nach dem Tod seiner Frau empfing er 1725 die Priesterweihe und starb kurze Zeit später.

## Schriften
Palomino verfasste in den Jahren zwischen 1715 und 1724 sein dreibändiges Werk El museo pictórico y escala óptica, dessen drittem Band mit einer Sammlung von 226 Biografien zu bedeutenden Künstlern Spaniens im 16. und 17. Jahrhundert unter Kunsthistorikern besondere Bedeutung beigemessen wird. Die biografischen Angaben hierin beruhen im Wesentlichen auf persönlichen Kenntnissen Palominos, zum Teil auch auf anderen herangezogenen Werken.
- El museo pictórico y escala óptica.[4] Madrid, 1715–1725
  - Band 1: Teórica de la pintura. 1715
  - Band 2: Práctica de la pintura. 1724
  - Band 3: El parnaso español pintoresco y laureado. 1724 (Neuauflage 1797)[5]

## Galerie

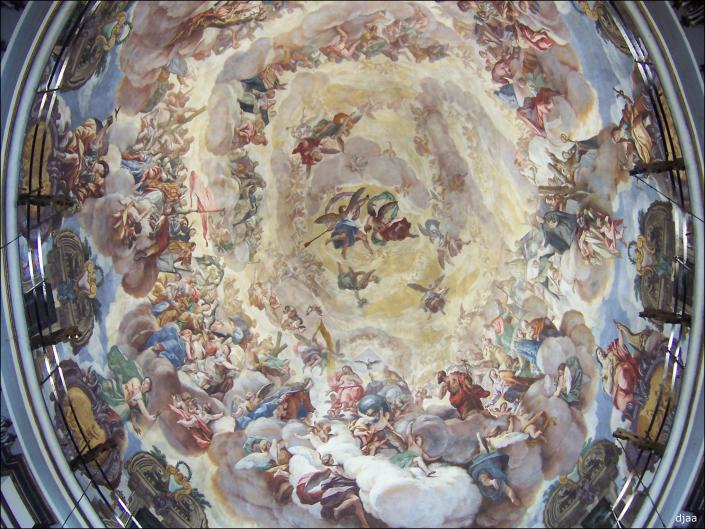
Kuppel der Basilika der Heiligen Jungfrau der Hilflosen, Valencia
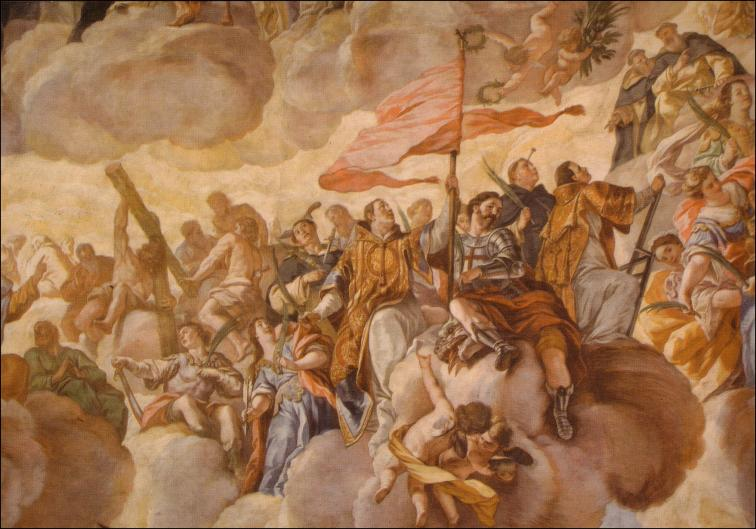
Basilika der Heiligen Jungfrau der Hilflosen, Bildausschnitt
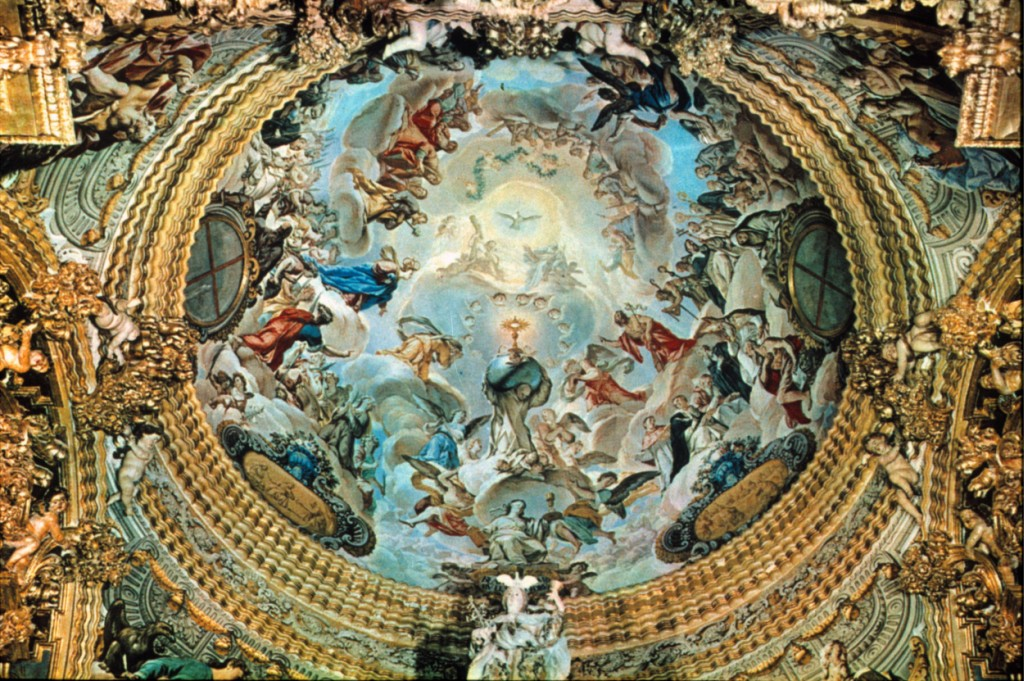
Kuppel in der Cartuja de Granada
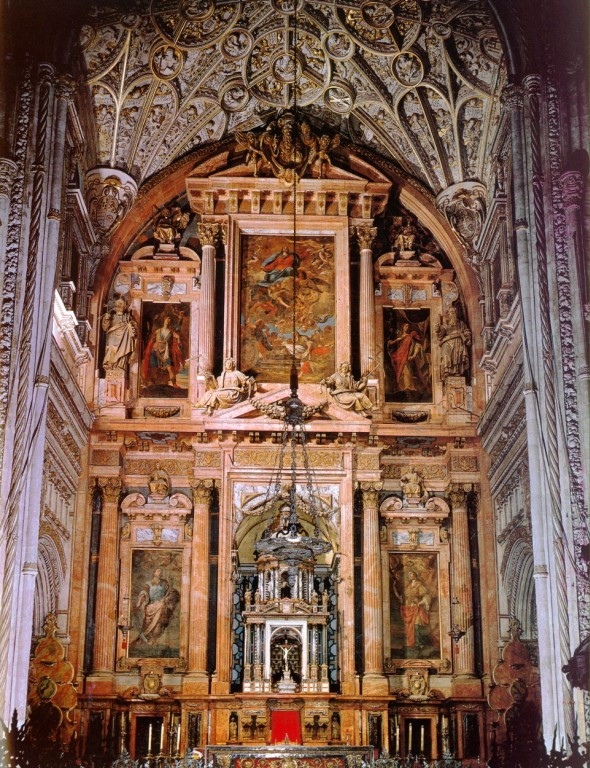
Gemälde am Hochaltar der Mezquita de Córdoba